# Carolina Ramírez

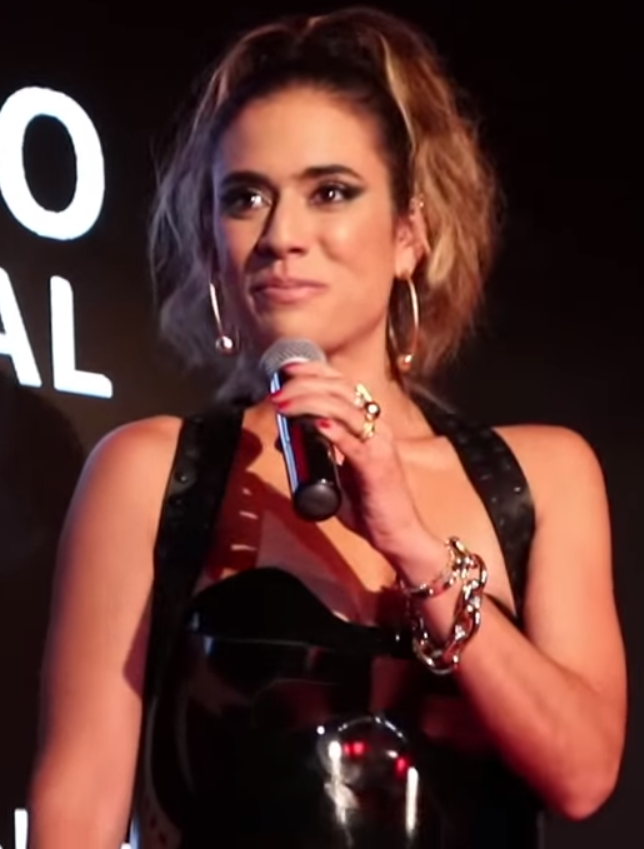
Carolina Ramírez, 2019

Carolina Ramírez (* 20. Juni 1983 in Cali, Kolumbien) ist eine kolumbianische Schauspielerin, die unter anderem in der kolumbianischen Telenovela La Pola die Hauptdarstellerin Pola Salavarrieta verkörperte.

## Leben
Seit ihrem zehnten Lebensjahr nahm Ramírez in ihrer Heimatstadt Cali Ballettunterricht an der Akademie Ana Pavlova und trat später bei diversen Ballettaufführungen an internationalen Bühnenhäusern auf.
Ihre Fernsehpremiere feierte Ramírez 2002 in einer Episode der Fernsehserie Jack el despertador. Ihr erster Spielfilm war  die schwarze Filmkomödie Soñar no Cuesta Nada, die 2006 uraufgeführt wurde. Vom selben Jahr an bestritt sie die weibliche Hauptrolle als Rosario del Pilar Guerrero Santana in der kolumbianisch-mexikanischen Koproduktion La hija del mariachi.
In den Jahren 2010 und 2011 wirkte sie in 111 Episoden der Telenovela La Pola mit. 2014 bestritt sie ihren zweiten Spielfilm Ciudad Delirio, der am 11. April 2014 in Kolumbien uraufgeführt wurde.
Im Jahr 2025 spielt Sie "Im Dreck", einer   Serie, mit ( 8 Folgen ).